# موتور حاجی گل محمد
موتور حاجی گل محمد، روستایی از توابع بخش کورین شهرستان زاهدان در استان سیستان و بلوچستان ایران است.حاجی گل محمد از بزرگان طایفه نوتی زهی و برادر کوچک تر میرزا نیک محمد نوتی زهی ( الله بخش ) هستند. موتور حاجی گل محمد بیشتر معروف به ( محمد آباد کورین ) معروف می باشد .

## جمعیت
این روستا در دهستان کورین قرار دارد و براساس سرشماری مرکز آمار ایران در سال ۱۳۸۵، جمعیت آن ۳۷ نفر (۷خانوار) بوده‌است.